# Amadeo Molina Rojo
Amadeo Molina Rojo nació en Yungay, Perú, el 13 de septiembre de 1918 y falleció el 31 de mayo de 1970) fue un músico y compositor invidente peruano.
Estudió en el Seminario Santo Toribio de Mogrovejo donde aprendió música, literatura, filosofía y ciencias mediante el sistema braille. La música sacra era su fuerte. Dominó los instrumentos del teclado, como el órgano y el piano, que eran casi consustanciales con la formación sacerdotal. A los 19 años de edad demostró que ya era músico, escribiendo el Huayno "Ave sin nido" que fue su primera composición musical. En 1940 se integra a la afamada Orquesta Sol de Oro de Yungay tocando el violín y en la década de 1950 al 1960 asume el cargo de Director de dicha orquesta
Desde muy joven destacó como compositor musical, cuyos temas están presentes en la memoria de los Ancashinos. Algunos temas escritos por Don Amacho son: "Ave sin nido"(Huayno), "Quizás quizás" (Huayno), "El Paria" Huayno, "La última huella" (Pasodoble), "Llegó Rafael"(Pasodoble), "Oro fino"(Huayno) después conocido con los nombres de "Se acabaron las ilusiones" y “Soñé que la nieve ardía”; "Vuelve a mí" (Huayno), "Para todos hay mañana" (Huayno) después conocido como "Fuego de amor", "El Inca en Yungay” o “Llanto del Indio" (Danza Camel), "Serenata de Amor" (Vals), "Escorsonera" (Huayno) entre muchas otras canciones de extraordinaria belleza.
El historiador Pallasquino Dr. Julio Olivera Ore (*) en un apunte sobre "La pintura y la música de Ancash" (Año 1969) escribe: "En Yungay Amacho Molina tiene fama bien ganada de virtuoso y juglar. No hay juerga sabrosa sin el arpa o el violín de Amacho. La naturaleza le negó el don de la vista y todas sus facultades se reconcentraron para la música. Sutil en la letra y en la melodía, hábil y con un presentimiento instintivo de las formas bellas. Sus canciones picarescas describen siluetas y fisonomías con admirable exactitud y, jamás galán precavido pudo desorientarlo haciendo recorridos de laberinto para emplazarlo al pie de una ventana sin que al instante le hubieran identificado. Amacho es un cultor musical de grandes cualidades; organista de la parroquia, su voz tiene inflexiones místicas, se difunde en el templo como volutas de incienso, tiene angustias de penitencia y sus lamentos son como voces proféticas que hacen vibrar las bóvedas y estremecer el aterrido rebaño; farrista sempiterno, no desdeña ofertas ni escatima su buen humor y, mientras la melodía de su guitarra presta su embrujo a la fiesta sus canciones de fuerte sabor picaresco despabilan y ahuyentan recatos. En el jaleo medra su lascivia y con voz frenética excita a las encandiladas parejas; en las caídas del ritmo algo así como un desmayo de la virtud o de la melodía parece suceder, para luego levantarse con aire de insatisfecha y triunfante sensualidad y para ungir la farra victoriosa. Tal Amacho, prototipo del juglar picaresco en quien la ambición acicatea en su empeño de suplantar galanes y hurtar doncellas". 
(*) El Dr Julio Olivera reside desde el año 2000 en la Ciudad de Boston, USA.